# 實尾島風雲
《實尾島風雲》（：／ Silmido）是一部依據韓國的實尾島事件改編的電影作品，於2003年上映。影片力求真實呈現「684部隊」殘酷訓練及壯烈犧牲的實況，打破韓國電影最遠外景拍攝，以及最高場景的製作預算，總共耗資130億韓圓。
2004年2月16日，大韓民國國軍在影片所掀起的討論熱潮和輿論壓力之下，首度承認這段慘無人道的案件，並公佈受訓者名單及相關資料。

## 概述
故事劇情描述一群遠離親友到蠻荒的島嶼上，忍受精神與肉體折磨只為報效國家的軍人，卻因為政治環境的變化，最終演變成無辜的犧牲品。整個舞臺在實尾島實地取景，並依拍攝需求跨越三大洋五大洲，曾遠赴地中海馬爾他島海景攝影場和紐西蘭山區雪地，創下韓國影史上最遠距離的紀錄。

## 劇情簡介
|                         | 本片取材自1968年的实尾岛第684部隊。由於該小隊的確切資料仍未被公開，本片對該小隊的細節描寫，包括隊員背景等，皆為編導的創作。本片無意影射過去或現在的任何其他戰隊。本片向為國捐軀者，與及其家人致以慰問。 |
| ——影片聲明—引自片頭字幕 | |

1968年1月21日深夜，朝鮮人民軍「124部隊」31名隊員秘密穿越南北交界的封鎖線，準備潛進青瓦臺的總統府，奉命刺殺朴正熙總統，此為「青瓦台事件」；但隨後被韓國國軍發現，雙方展開激烈戰鬥，除了一名逃回朝鮮外，其餘都被當場擊斃或逮捕。
此一舉動激怒了朴正熙，朴決定以牙還牙，成立了一支同为31人的特種部隊，計劃潛進平壤刺殺領導人金日成。於是，軍方找來31位重刑罪犯，選擇在靠近西部仁川外海的实尾岛进行生不如死的嚴酷訓練，承諾任務成功後將大赦並重金犒賞，正式在韓國空軍下成立「684部隊」。此後，三個月的體能和軍事訓練中，他們抱著為國家效忠的心態，終於彌補彼此之間的矛盾，也結下了深厚的感情。

684部隊

最初，原訂訓練三個月就馬上執行刺殺行動，未料在出發前一刻卻接到任務取消的命令。雖然，「684部隊」儘管對停止暗殺的命令極端憤怒和不滿，卻也只得重新返回实尾岛，繼續他們的訓練。原來，當時半島局勢出現緩和的趨勢，韓國政府為避免引起局勢惡化，決定停止暗殺金日成的計劃。
由於，隨著南北關係日趨緩和，讓魔鬼訓練從最初三個月的延長成三年，而島上的供給越來越少，每天伙食品質越來越差，如同犯人般被囚禁於島上，情勢越來越失去控制。後來，中央情報部擔心這一支秘密暗殺金日成的部隊曝光的話，將會嚴重影響國際形象和對北關係，甚至下令「毀掉一切痕跡」的指示。
只是，負責訓練的軍官卻不忍屠殺這些「684部隊」隊員，故意透露消息讓他們知道。後來，隊員們知道確切的情況時，他們感到既是憤怒又是絕望，決定先發制人（電影則添加平時對隊員刻薄的曹中士得知上級要將小隊滅口的命令時第一個跳出來反對，平時對隊員友善的朴中士為了自保反而開始計劃要何時滅口，讓曹中士怒不可遏的怒罵朴中士，而上述對話同時被684的一名隊員聽到。幾天後曹中士接到上頭命令前往中央情報部打算求情談判，但曹中士不知道的是朴中士早就請示上級故意支開曹中士，等曹中士走的當晚就立即實施滅口計劃。而整支684小隊知曉真相後看到曹中士準備離島推測他們即將要被朴中士滅口，又知道曹中士曾經替他們求情，而整支小隊在曹中士離島時對他敬禮致意），晚間，他們殺死島上負責訓練的40名官兵，從实尾岛逃出並在仁川登岸，挾持一輛公車開往青瓦臺，要向總統討回應有公道。
前往青瓦臺的沿途中，「684部隊」與沿路圍堵的軍隊經過多次激烈槍戰，在漢江南岸銅雀區大方洞的「柳韓洋行」（유한양행）大樓前遭受到重重圍剿。最後，他們決定於公車上用鮮血留下姓名後，全體引爆手榴彈自殺。
|                         | 我們謹獻此電影於為國家犧牲的軍人，以及31名被分裂了的國家遺棄，追求自己真正身份的見習軍人。 |
| ——影片聲明—引自片尾字幕 |                                                                                            |

## 人物角色
| 角色名稱      | 台灣譯名 | 香港譯名 | 演員   | 備註             |
| ------------- | -------- | -------- | ------ | ---------------- |
| Kang In-chan  | 康仁燦   | 韓仁真   | 薛耿求 | 第三小隊隊長     |
| Choi Jae-hyun | 崔在賢   | 崔憲     | 安聖基 | 訓練指揮官，准尉 |
| 趙旽一        | 曹       | 宗迪克   | 許峻豪 | 訓練士官，中士   |
| Han Sang-pil  | 韓相弼   | 韓慎平   | 鄭在詠 | 第一小隊隊長     |
|               | 元熙     |          | 林元熙 | 隊員             |
|               | 陳石     |          | 姜聲振 | 隊員             |
| Keun-jae      | 根在     |          | 姜信日 | 第二小隊隊長     |
| 常勤          |          |          | 李政憲 | 訓練士官，中士   |
| Won-sang      |          |          | 嚴泰雄 |                  |
| Min-ho        |          |          | 金剛   |                  |
|               |          |          | 鄭柔美 | 女高中生         |
| 李炳昊        | 李炳昊   | 李炳昊   | 李承哲 | 中央情報部長     |

## 票房

### 
最終觀影人次為11,081,000人次。

## 獎項
- 大鐘獎

- 「最佳男配角獎」：許峻豪
- 「最佳改編劇本獎」：金希才
- 「最佳企劃獎」：金亨駿
- 「審查委員特別獎」

- 青龍電影獎

- 「最佳電影獎」
- 「最佳導演獎」：康祐碩
- 「最佳男配角獎」：鄭在詠

- 百想藝術大獎

- 「大獎」：康祐碩

- 春史電影獎

- 「審查委員特別獎」：康祐碩

## 軼事
上映時，正值美國與韓國商討駐韓美軍軍事基地的駐守問題。先前，另外一部有關韓國向蘇聯秘密訂製一艘核動力潛艇的電影，都反映了韓國政府在美國的壓力下，而取消一些有助國家壯大的軍事行動。所以，這兩部電影被外界視為一般民眾對美軍駐在的不滿的反映。
此外，韓國片商特別藉此機會表示，台灣海峽兩岸與南北韓分裂處境類似，將更能彰顯本片的特殊歷史背景，讓台湾成為韓國以外第一個上映地。

## 備註
1. ↑  影片01:21:13處顯示其漢字名為「趙旽一」。
2. ↑  影片01:21:15處顯示其漢字名為「朴常勤」。

## 外部連結
- 實尾島風雲（Silmido） （页面存档备份，存于），〈網路電影資料庫〉
- 實尾島風雲（Silmido） （页面存档备份，存于），〈韓國映畫〉
- 實尾島風雲　電視廣告片段 （页面存档备份，存于），〈YouTube〉
- 豆瓣电影上《實尾島風雲》的資料 （简体中文）